# 查特蒙加尔·鲁埃昂他那罗
查特蒙加尔·鲁埃昂他那罗（2002年5月9日—），泰国足球运动员，司职后卫。現效力於泰超球会春武里，也代表泰国国家足球队。

## 荣誉

### 俱乐部
春武里
- 泰国足总杯亚军：2020–21

### 国家队
泰国
- 东南亚足球锦标赛冠军：2022

泰国U–23
- 东南亚运动会银牌：2023